# Przysłup (wieś)
Przysłup – wieś w Polsce położona w województwie podkarpackim, w powiecie leskim, w gminie Cisna.
Wieś prawa wołoskiego w latach 1551–1600, położona w ziemi sanockiej województwa ruskiego.
W 1848 w wyniku uwłaszczenia chłopów właścicielami ziemi i budynków we wsi zostali rolnicy mieszkający w Przysłupie. W połowie XIX wieku właścicielem posiadłości tabularnej w Przysłupie był Henryk Fredro.
W II Rzeczypospolitej wieś w powiecie leskim województwa lwowskiego. W latach 1944–1946 nacjonaliści ukraińscy z OUN-UPA zamordowali tutaj 5 Polaków. W 1946 spalili większość gospodarstw po Ukraińcach przesiedlonych do ZSRR.
W latach 1975–1998 miejscowość administracyjnie należała do województwa krośnieńskiego.
W latach 1997–1998 wybudowano we wsi kościół filialny należący do parafii Świętego Stanisława Biskupa w Cisnej w dekanacie Lesko, archidiecezji przemyskiej.
Przez wieś przebiega linia Bieszczadzkiej Kolejki Leśnej do miejscowości Majdan, a przez północne krańce wsi droga wojewódzka nr 897.
Według urzędowego wykazu nazw miejscowości, nazwa wsi w dopełniaczu odmienia się: „Przysłupa”, natomiast spotykana jest lokalnie odmiana: „Przysłupia”.